# Blue Ensign
Blue Ensign er et britisk flag som bruges af enkelte myndigheder og territorier. Det bruges enten som det er eller med et emblem for myndigheden eller territoriet.
Udviklingen af Blue Ensign fulgte udviklingen af Union Jack. Flaget blev først brugt omkring 1620, med Englands flag i øvre hjørne mod stangen på et blåt felt. I 1707 blev Kongeriget Storbritannien oprettet, og Union Jack blev lavet som en kombination af Englands og Skotlands flag. Blue Ensign fik da det nye flag i hjørnet. Derefter kom en ny version af Union Jack i 1801, eftersom Irlands gamle flag blev lagt til, da Det forende kongerige Storbritannien og Irland blev oprettet.

## Det rene Blue Ensign
Før reorganiseringen af Royal Navy i 1864 havde Blue Ensign været flaget til en af de tre eskadrer, "Den blå eskadre". Med omorganiseringen blev Red Ensign overladt til handelsmarine, Blue Ensign til skibe i offentlig tjeneste eller under kommando af en officer i Royal Naval Reserve, mens Royal Navy fik White Ensign.
Siden 1864 har to kategorier af civile skibe kunnet bruge det rene blå flag i stedet for det røde:
- Britiske handelsskibe hvis officerer og mandskab har en vis andel pensionerede medlemmer af Royal Navy, medlemmer af marinereserven eller hvis kaptajn tilhører reserven og som har bevilling fra regeringen. Andelen, der kræves har varieret gennem tiden.
- Fritidsbåde som tilhører enkelte gamle britiske yacht-klubber, som Royal Northern & Clyde Yacht Club. Denne ret blev midlertidig suspenderet under både 1. og 2. verdenskrig.

## Blue Ensign med tillægsemblem
Siden 1864 har man brugt Blue Ensign med et tillægsemblem som flag for:
- Enkelte britiske myndigheder og militære afdelinger, som Royal Fleet Auxiliary, Royal Maritime Auxiliary Service, Royal Naval Auxiliary Service, Port of London, Aberdeen Harbour Board, Sea Cadet Corps, Combined Cadet Force, Northern Lighthouse Board og Irish Lights med flere.
- Fritidsbåde som tilhører visse britiske yacht-klubber, som f.eks. Royal Harwich Yacht Club.
- Offentlig ejede skibe i britiske oversøiske territorier. Denne brug blev indført i 1867–1869, da det blev bestemt at sådanne fartøjer skulle føre Blue Ensign med koloniens våben. Dette er årsagen til, at flere tidligere britiske kolonier bruger en version af Blue Ensign som koffardiflag, selv efter deres selvstændighed.

| Flag | Spire Denne artikel om flag eller vexillologi er en spire som bør udbygges. Du er velkommen til at hjælpe Wikipedia ved at udvide den. |

- Wikimedia Commons har flere filer relateret til Blue Ensign